# Tour de Turquie 2022
Pour un article plus général, voir Tour de Turquie.
La 57e édition du Tour de Turquie (nom officiel : Presidential Cycling Tour of Turkey) a lieu du 10 au 17 avril 2022, en Turquie, sur un parcours de 1 303 kilomètres en 8 étapes. La course fait partie du calendrier UCI ProSeries en catégorie 2.Pro.

## Équipes
Vingt-cinq équipes participent à la course, six équipes World Tour, douze équipes Pro Teams et sept équipes continentales professionnelles.
| WorldTeams (6)- Astana Qazaqstan Team - Bora-Hansgrohe - BikeExchange-Jayco - Team DSM - Israel-Premier Tech - Lotto-Soudal ProTeams (12)- Alpecin-Fenix - Arkéa-Samsic - Bardiani-CSF-Faizanè - Burgos-BH - Caja Rural-Seguros RGA - Drone Hopper-Androni Giocattoli - Eolo-Kometa - Euskaltel-Euskadi - Equipo Kern Pharma - Human Powered Health - Team Novo Nordisk - Uno-X Pro Cycling Team Équipes continentales (7)- Bike Aid - Global 6 Cycling - China Glory Continental Cycling Team - Wildlife Generation Pro Cycling - Salcano Sakarya BB - Spor Toto Cycling Team - Saris Rouvy Sauerland Team |
| |

## Étapes
| Étape     | Date    | Villes étapes       | type              | Distance (km) | Dénivelé (m) | Vainqueur d'étape     | Leader du classement général |
| --------- | ------- | ------------------- | ----------------- | ------------- | ------------ | --------------------- | ---------------------------- |
| 1re étape | 10 avr. | Bodrum – Kuşadası   | étape vallonnée   | 202           | 2 046 m      | Caleb Ewan            | Caleb Ewan                   |
| 2e étape  | 11 avr. | Selçuk – Alaçatı    | étape vallonnée   | 156,4         | 1 492 m      | Kaden Groves          | Kaden Groves                 |
| 3e étape  | 12 avr. | Çeşme – Izmir       | étape de plaine   | 117,9         | 778 m        | Jasper Philipsen      | Jasper Philipsen             |
| 4e étape  | 13 avr. | Konak – Manisa      | étape de montagne | 186,1         | 1 831 m      | Eduardo Sepúlveda     | Eduardo Sepúlveda            |
| 5e étape  | 14 avr. | Manisa – Ayvalık    | étape de plaine   | 186,1         | 845 m        | Sam Welsford          | Eduardo Sepúlveda            |
| 6e étape  | 15 avr. | Akçay – Eceabat     | étape vallonnée   | 201,5         | 2 127 m      | Caleb Ewan            | Eduardo Sepúlveda            |
| 7e étape  | 16 avr. | Gelibolu – Tekirdağ | étape de montagne | 131,3         | 2 268 m      | Patrick Bevin         | Patrick Bevin                |
| 8e étape  | 17 avr. | Istanbul – Istanbul | étape vallonnée   | 137,8         | 1 057 m      | annulation de l'étape | Patrick Bevin                |

## Déroulement de la course

### 1reétape
| \| Classement de l'étape \| Classement de l'étape \| Classement de l'étape \| Classement de l'étape \| Classement de l'étape \| \| Coureur \| Coureur \| Pays \| Équipe \| Temps \| \| --------------------- \| --------------------------- \| --------------------- \| ------------------------------- \| --------------------- \| \| 1er \| Caleb Ewan \| Australie \| Lotto-Soudal \| 46 h 21 min 35 s \| \| 2e \| Jasper Philipsen \| Belgique \| Alpecin-Fenix \| + 0 s \| \| 3e \| Kaden Groves \| Australie \| BikeExchange-Jayco \| + 0 s \| \| 4e \| Danny van Poppel \| Pays-Bas \| Bora-Hansgrohe \| + 0 s \| \| 5e \| Rick Zabel \| Allemagne \| Israel-Premier Tech \| + 0 s \| \| 6e \| Cees Bol \| Pays-Bas \| Team DSM \| + 0 s \| \| 7e \| Mirco Maestri \| Italie \| Eolo-Kometa \| + 0 s \| \| 8e \| Miguel Ángel Fernández Ruiz \| Espagne \| Global 6 Cycling \| + 0 s \| \| 9e \| Filippo Tagliani \| Italie \| Drone Hopper-Androni Giocattoli \| + 0 s \| \| 10e \| Carlos Canal \| Espagne \| Euskaltel-Euskadi \| + 0 s \| |                             |           |                                 |                  |
| |                             |           |                                 |                  |
| Source : ProCyclingStats |                             |           |                                 |                  |
| Classement de l'étape |                             |           |                                 |                  |
| Coureur | Coureur                     | Pays      | Équipe                          | Temps            |
| 1er | Caleb Ewan                  | Australie | Lotto-Soudal                    | 46 h 21 min 35 s |
| 2e | Jasper Philipsen            | Belgique  | Alpecin-Fenix                   | + 0 s            |
| 3e | Kaden Groves                | Australie | BikeExchange-Jayco              | + 0 s            |
| 4e | Danny van Poppel            | Pays-Bas  | Bora-Hansgrohe                  | + 0 s            |
| 5e | Rick Zabel                  | Allemagne | Israel-Premier Tech             | + 0 s            |
| 6e | Cees Bol                    | Pays-Bas  | Team DSM                        | + 0 s            |
| 7e | Mirco Maestri               | Italie    | Eolo-Kometa                     | + 0 s            |
| 8e | Miguel Ángel Fernández Ruiz | Espagne   | Global 6 Cycling                | + 0 s            |
| 9e | Filippo Tagliani            | Italie    | Drone Hopper-Androni Giocattoli | + 0 s            |
| 10e | Carlos Canal                | Espagne   | Euskaltel-Euskadi               | + 0 s            |

| \| Classement général \| Classement général \| Classement général \| Classement général \| Classement général \| \| Coureur \| Coureur \| Pays \| Équipe \| Temps \| \| ------------------ \| --------------------------- \| ------------------ \| ------------------------------- \| ------------------ \| \| 1er \| Caleb Ewan \| Australie \| Lotto-Soudal \| 46 h 21 min 25 s \| \| 2e \| Jasper Philipsen \| Belgique \| Alpecin-Fenix \| + 4 s \| \| 3e \| Kaden Groves \| Australie \| BikeExchange-Jayco \| + 6 s \| \| 4e \| Danny van Poppel \| Pays-Bas \| Bora-Hansgrohe \| + 10 s \| \| 5e \| Rick Zabel \| Allemagne \| Israel-Premier Tech \| + 10 s \| \| 6e \| Cees Bol \| Pays-Bas \| Team DSM \| + 10 s \| \| 7e \| Mirco Maestri \| Italie \| Eolo-Kometa \| + 10 s \| \| 8e \| Miguel Ángel Fernández Ruiz \| Espagne \| Global 6 Cycling \| + 10 s \| \| 9e \| Filippo Tagliani \| Italie \| Drone Hopper-Androni Giocattoli \| + 10 s \| \| 10e \| Carlos Canal \| Espagne \| Euskaltel-Euskadi \| + 10 s \| |                             |           |                                 |                  |
| |                             |           |                                 |                  |
| Source : ProCyclingStats |                             |           |                                 |                  |
| Classement général |                             |           |                                 |                  |
| Coureur | Coureur                     | Pays      | Équipe                          | Temps            |
| 1er | Caleb Ewan                  | Australie | Lotto-Soudal                    | 46 h 21 min 25 s |
| 2e | Jasper Philipsen            | Belgique  | Alpecin-Fenix                   | + 4 s            |
| 3e | Kaden Groves                | Australie | BikeExchange-Jayco              | + 6 s            |
| 4e | Danny van Poppel            | Pays-Bas  | Bora-Hansgrohe                  | + 10 s           |
| 5e | Rick Zabel                  | Allemagne | Israel-Premier Tech             | + 10 s           |
| 6e | Cees Bol                    | Pays-Bas  | Team DSM                        | + 10 s           |
| 7e | Mirco Maestri               | Italie    | Eolo-Kometa                     | + 10 s           |
| 8e | Miguel Ángel Fernández Ruiz | Espagne   | Global 6 Cycling                | + 10 s           |
| 9e | Filippo Tagliani            | Italie    | Drone Hopper-Androni Giocattoli | + 10 s           |
| 10e | Carlos Canal                | Espagne   | Euskaltel-Euskadi               | + 10 s           |

### 2eétape
| \| Classement de l'étape \| Classement de l'étape \| Classement de l'étape \| Classement de l'étape \| Classement de l'étape \| \| Coureur \| Coureur \| Pays \| Équipe \| Temps \| \| --------------------- \| --------------------------- \| --------------------- \| --------------------- \| --------------------- \| \| 1er \| Kaden Groves \| Australie \| BikeExchange-Jayco \| 4 h 02 min 11 s \| \| 2e \| Jasper Philipsen \| Belgique \| Alpecin-Fenix \| + 0 s \| \| 3e \| Sam Bennett \| Irlande \| Bora-Hansgrohe \| + 0 s \| \| 4e \| Cees Bol \| Pays-Bas \| Team DSM \| + 0 s \| \| 5e \| Caleb Ewan \| Australie \| Lotto-Soudal \| + 0 s \| \| 6e \| Jasper De Buyst \| Belgique \| Lotto-Soudal \| + 0 s \| \| 7e \| Danny van Poppel \| Pays-Bas \| Bora-Hansgrohe \| + 0 s \| \| 8e \| Miguel Ángel Fernández Ruiz \| Espagne \| Global 6 Cycling \| + 0 s \| \| 9e \| Rick Zabel \| Allemagne \| Israel-Premier Tech \| + 0 s \| \| 10e \| Giovanni Lonardi \| Italie \| Eolo-Kometa \| + 0 s \| |                             |           |                     |                 |
| |                             |           |                     |                 |
| Source : ProCyclingStats |                             |           |                     |                 |
| Classement de l'étape |                             |           |                     |                 |
| Coureur | Coureur                     | Pays      | Équipe              | Temps           |
| 1er | Kaden Groves                | Australie | BikeExchange-Jayco  | 4 h 02 min 11 s |
| 2e | Jasper Philipsen            | Belgique  | Alpecin-Fenix       | + 0 s           |
| 3e | Sam Bennett                 | Irlande   | Bora-Hansgrohe      | + 0 s           |
| 4e | Cees Bol                    | Pays-Bas  | Team DSM            | + 0 s           |
| 5e | Caleb Ewan                  | Australie | Lotto-Soudal        | + 0 s           |
| 6e | Jasper De Buyst             | Belgique  | Lotto-Soudal        | + 0 s           |
| 7e | Danny van Poppel            | Pays-Bas  | Bora-Hansgrohe      | + 0 s           |
| 8e | Miguel Ángel Fernández Ruiz | Espagne   | Global 6 Cycling    | + 0 s           |
| 9e | Rick Zabel                  | Allemagne | Israel-Premier Tech | + 0 s           |
| 10e | Giovanni Lonardi            | Italie    | Eolo-Kometa         | + 0 s           |

| \| Classement général \| Classement général \| Classement général \| Classement général \| Classement général \| \| Coureur \| Coureur \| Pays \| Équipe \| Temps \| \| ------------------ \| --------------------------- \| ------------------ \| ------------------------------- \| ------------------ \| \| 1er \| Kaden Groves \| Australie \| BikeExchange-Jayco \| 8 h 40 min 12 s \| \| 2e \| Jasper Philipsen \| Belgique \| Alpecin-Fenix \| + 2 s \| \| 3e \| Caleb Ewan \| Australie \| Lotto-Soudal \| + 4 s \| \| 4e \| Cees Bol \| Pays-Bas \| Team DSM \| + 14 s \| \| 5e \| Danny van Poppel \| Pays-Bas \| Bora-Hansgrohe \| + 14 s \| \| 6e \| Rick Zabel \| Allemagne \| Israel-Premier Tech \| + 14 s \| \| 7e \| Miguel Ángel Fernández Ruiz \| Espagne \| Global 6 Cycling \| + 14 s \| \| 8e \| Scott McGill \| États-Unis \| Wildlife Generation Pro Cycling \| + 14 s \| \| 9e \| Filippo Tagliani \| Italie \| Drone Hopper-Androni Giocattoli \| + 14 s \| \| 10e \| Patrick Bevin \| Nouvelle-Zélande \| Israel-Premier Tech \| + 14 s \| |                             |                  |                                 |                 |
| |                             |                  |                                 |                 |
| Source : ProCyclingStats |                             |                  |                                 |                 |
| Classement général |                             |                  |                                 |                 |
| Coureur | Coureur                     | Pays             | Équipe                          | Temps           |
| 1er | Kaden Groves                | Australie        | BikeExchange-Jayco              | 8 h 40 min 12 s |
| 2e | Jasper Philipsen            | Belgique         | Alpecin-Fenix                   | + 2 s           |
| 3e | Caleb Ewan                  | Australie        | Lotto-Soudal                    | + 4 s           |
| 4e | Cees Bol                    | Pays-Bas         | Team DSM                        | + 14 s          |
| 5e | Danny van Poppel            | Pays-Bas         | Bora-Hansgrohe                  | + 14 s          |
| 6e | Rick Zabel                  | Allemagne        | Israel-Premier Tech             | + 14 s          |
| 7e | Miguel Ángel Fernández Ruiz | Espagne          | Global 6 Cycling                | + 14 s          |
| 8e | Scott McGill                | États-Unis       | Wildlife Generation Pro Cycling | + 14 s          |
| 9e | Filippo Tagliani            | Italie           | Drone Hopper-Androni Giocattoli | + 14 s          |
| 10e | Patrick Bevin               | Nouvelle-Zélande | Israel-Premier Tech             | + 14 s          |

### 3eétape
| \| Classement de l'étape \| Classement de l'étape \| Classement de l'étape \| Classement de l'étape \| Classement de l'étape \| \| Coureur \| Coureur \| Pays \| Équipe \| Temps \| \| --------------------- \| --------------------------- \| --------------------- \| ------------------------------- \| --------------------- \| \| 1er \| Jasper Philipsen \| Belgique \| Alpecin-Fenix \| 2 h 35 min 19 s \| \| 2e \| Kaden Groves \| Australie \| BikeExchange-Jayco \| + 0 s \| \| 3e \| Miguel Ángel Fernández Ruiz \| Espagne \| Global 6 Cycling \| + 0 s \| \| 4e \| Daniel McLay \| Royaume-Uni \| Arkéa-Samsic \| + 0 s \| \| 5e \| Alberto Dainese \| Italie \| Team DSM \| + 0 s \| \| 6e \| Mihkel Räim \| Estonie \| Burgos-BH \| + 0 s \| \| 7e \| Iúri Leitão \| Portugal \| Caja Rural-Seguros RGA \| + 0 s \| \| 8e \| Sam Bennett \| Irlande \| Bora-Hansgrohe \| + 0 s \| \| 9e \| Filippo Tagliani \| Italie \| Drone Hopper-Androni Giocattoli \| + 0 s \| \| 10e \| Gleb Brussenskiy \| Kazakhstan \| Astana Qazaqstan Team \| + 0 s \| |                             |             |                                 |                 |
| |                             |             |                                 |                 |
| Source : ProCyclingStats |                             |             |                                 |                 |
| Classement de l'étape |                             |             |                                 |                 |
| Coureur | Coureur                     | Pays        | Équipe                          | Temps           |
| 1er | Jasper Philipsen            | Belgique    | Alpecin-Fenix                   | 2 h 35 min 19 s |
| 2e | Kaden Groves                | Australie   | BikeExchange-Jayco              | + 0 s           |
| 3e | Miguel Ángel Fernández Ruiz | Espagne     | Global 6 Cycling                | + 0 s           |
| 4e | Daniel McLay                | Royaume-Uni | Arkéa-Samsic                    | + 0 s           |
| 5e | Alberto Dainese             | Italie      | Team DSM                        | + 0 s           |
| 6e | Mihkel Räim                 | Estonie     | Burgos-BH                       | + 0 s           |
| 7e | Iúri Leitão                 | Portugal    | Caja Rural-Seguros RGA          | + 0 s           |
| 8e | Sam Bennett                 | Irlande     | Bora-Hansgrohe                  | + 0 s           |
| 9e | Filippo Tagliani            | Italie      | Drone Hopper-Androni Giocattoli | + 0 s           |
| 10e | Gleb Brussenskiy            | Kazakhstan  | Astana Qazaqstan Team           | + 0 s           |

| \| Classement général \| Classement général \| Classement général \| Classement général \| Classement général \| \| Coureur \| Coureur \| Pays \| Équipe \| Temps \| \| ------------------ \| --------------------------- \| ------------------ \| ------------------------------- \| ------------------ \| \| 1er \| Jasper Philipsen \| Belgique \| Alpecin-Fenix \| 11 h 15 min 23 s \| \| 2e \| Kaden Groves \| Australie \| BikeExchange-Jayco \| + 2 s \| \| 3e \| Caleb Ewan \| Australie \| Lotto-Soudal \| + 12 s \| \| 4e \| Miguel Ángel Fernández Ruiz \| Espagne \| Global 6 Cycling \| + 18 s \| \| 5e \| Scott McGill \| États-Unis \| Wildlife Generation Pro Cycling \| + 19 s \| \| 6e \| Léo Bouvier \| France \| Bike Aid \| + 21 s \| \| 7e \| Filippo Tagliani \| Italie \| Drone Hopper-Androni Giocattoli \| + 22 s \| \| 8e \| Rick Zabel \| Allemagne \| Israel-Premier Tech \| + 22 s \| \| 9e \| Geórgios Boúglas \| Grèce \| Spor Toto Cycling Team \| + 22 s \| \| 10e \| Cees Bol \| Pays-Bas \| Team DSM \| + 22 s \| |                             |            |                                 |                  |
| |                             |            |                                 |                  |
| Source : ProCyclingStats |                             |            |                                 |                  |
| Classement général |                             |            |                                 |                  |
| Coureur | Coureur                     | Pays       | Équipe                          | Temps            |
| 1er | Jasper Philipsen            | Belgique   | Alpecin-Fenix                   | 11 h 15 min 23 s |
| 2e | Kaden Groves                | Australie  | BikeExchange-Jayco              | + 2 s            |
| 3e | Caleb Ewan                  | Australie  | Lotto-Soudal                    | + 12 s           |
| 4e | Miguel Ángel Fernández Ruiz | Espagne    | Global 6 Cycling                | + 18 s           |
| 5e | Scott McGill                | États-Unis | Wildlife Generation Pro Cycling | + 19 s           |
| 6e | Léo Bouvier                 | France     | Bike Aid                        | + 21 s           |
| 7e | Filippo Tagliani            | Italie     | Drone Hopper-Androni Giocattoli | + 22 s           |
| 8e | Rick Zabel                  | Allemagne  | Israel-Premier Tech             | + 22 s           |
| 9e | Geórgios Boúglas            | Grèce      | Spor Toto Cycling Team          | + 22 s           |
| 10e | Cees Bol                    | Pays-Bas   | Team DSM                        | + 22 s           |

### 4eétape
| \| Classement de l'étape \| Classement de l'étape \| Classement de l'étape \| Classement de l'étape \| Classement de l'étape \| \| Coureur \| Coureur \| Pays \| Équipe \| Temps \| \| --------------------- \| --------------------- \| --------------------- \| ------------------------------------ \| --------------------- \| \| 1er \| Eduardo Sepúlveda \| Argentine \| Drone Hopper-Androni Giocattoli \| 3 h 48 min 38 s \| \| 2e \| Patrick Bevin \| Nouvelle-Zélande \| Israel-Premier Tech \| + 15 s \| \| 3e \| Harm Vanhoucke \| Belgique \| Lotto-Soudal \| + 15 s \| \| 4e \| Nairo Quintana \| Colombie \| Arkéa-Samsic \| + 15 s \| \| 5e \| Jay Vine \| Australie \| Alpecin-Fenix \| + 15 s \| \| 6e \| Dawit Yemane \| Érythrée \| Bike Aid \| + 20 s \| \| 7e \| Sean Bennett \| États-Unis \| China Glory Continental Cycling Team \| + 24 s \| \| 8e \| Adne van Engelen \| Pays-Bas \| Bike Aid \| + 38 s \| \| 9e \| Nicolas Edet \| France \| Arkéa-Samsic \| + 38 s \| \| 10e \| Anders Johannessen \| Norvège \| Uno-X Pro Cycling Team \| + 41 s \| |                    |                  |                                      |                 |
| |                    |                  |                                      |                 |
| Source : ProCyclingStats |                    |                  |                                      |                 |
| Classement de l'étape |                    |                  |                                      |                 |
| Coureur | Coureur            | Pays             | Équipe                               | Temps           |
| 1er | Eduardo Sepúlveda  | Argentine        | Drone Hopper-Androni Giocattoli      | 3 h 48 min 38 s |
| 2e | Patrick Bevin      | Nouvelle-Zélande | Israel-Premier Tech                  | + 15 s          |
| 3e | Harm Vanhoucke     | Belgique         | Lotto-Soudal                         | + 15 s          |
| 4e | Nairo Quintana     | Colombie         | Arkéa-Samsic                         | + 15 s          |
| 5e | Jay Vine           | Australie        | Alpecin-Fenix                        | + 15 s          |
| 6e | Dawit Yemane       | Érythrée         | Bike Aid                             | + 20 s          |
| 7e | Sean Bennett       | États-Unis       | China Glory Continental Cycling Team | + 24 s          |
| 8e | Adne van Engelen   | Pays-Bas         | Bike Aid                             | + 38 s          |
| 9e | Nicolas Edet       | France           | Arkéa-Samsic                         | + 38 s          |
| 10e | Anders Johannessen | Norvège          | Uno-X Pro Cycling Team               | + 41 s          |

| \| Classement général \| Classement général \| Classement général \| Classement général \| Classement général \| \| Coureur \| Coureur \| Pays \| Équipe \| Temps \| \| ------------------ \| ------------------ \| ------------------ \| ------------------------------------ \| ------------------ \| \| 1er \| Eduardo Sepúlveda \| Argentine \| Drone Hopper-Androni Giocattoli \| 15 h 04 min 18 s \| \| 2e \| Patrick Bevin \| Nouvelle-Zélande \| Israel-Premier Tech \| + 14 s \| \| 3e \| Jay Vine \| Australie \| Alpecin-Fenix \| + 25 s \| \| 4e \| Harm Vanhoucke \| Belgique \| Lotto-Soudal \| + 37 s \| \| 5e \| Anders Johannessen \| Norvège \| Uno-X Pro Cycling Team \| + 46 s \| \| 6e \| Nicolas Edet \| France \| Arkéa-Samsic \| + 53 s \| \| 7e \| Dawit Yemane \| Érythrée \| Bike Aid \| + 53 s \| \| 8e \| Sean Bennett \| États-Unis \| China Glory Continental Cycling Team \| + 57 s \| \| 9e \| Mustafa Sayar \| Turquie \| Sakarya BB Pro Team \| + 1 min 10 s \| \| 10e \| Henri Vandenabeele \| Belgique \| Team DSM \| + 1 min 12 s \| |                    |                  |                                      |                  |
| |                    |                  |                                      |                  |
| Source : ProCyclingStats |                    |                  |                                      |                  |
| Classement général |                    |                  |                                      |                  |
| Coureur | Coureur            | Pays             | Équipe                               | Temps            |
| 1er | Eduardo Sepúlveda  | Argentine        | Drone Hopper-Androni Giocattoli      | 15 h 04 min 18 s |
| 2e | Patrick Bevin      | Nouvelle-Zélande | Israel-Premier Tech                  | + 14 s           |
| 3e | Jay Vine           | Australie        | Alpecin-Fenix                        | + 25 s           |
| 4e | Harm Vanhoucke     | Belgique         | Lotto-Soudal                         | + 37 s           |
| 5e | Anders Johannessen | Norvège          | Uno-X Pro Cycling Team               | + 46 s           |
| 6e | Nicolas Edet       | France           | Arkéa-Samsic                         | + 53 s           |
| 7e | Dawit Yemane       | Érythrée         | Bike Aid                             | + 53 s           |
| 8e | Sean Bennett       | États-Unis       | China Glory Continental Cycling Team | + 57 s           |
| 9e | Mustafa Sayar      | Turquie          | Sakarya BB Pro Team                  | + 1 min 10 s     |
| 10e | Henri Vandenabeele | Belgique         | Team DSM                             | + 1 min 12 s     |

### 5eétape
| \| Classement de l'étape \| Classement de l'étape \| Classement de l'étape \| Classement de l'étape \| Classement de l'étape \| \| Coureur \| Coureur \| Pays \| Équipe \| Temps \| \| --------------------- \| --------------------- \| --------------------- \| --------------------- \| --------------------- \| \| 1er \| Sam Welsford \| Australie \| Team DSM \| 4 h 13 min 49 s \| \| 2e \| Jasper Philipsen \| Belgique \| Alpecin-Fenix \| + 0 s \| \| 3e \| Arvid de Kleijn \| Pays-Bas \| Human Powered Health \| + 0 s \| \| 4e \| Rick Zabel \| Allemagne \| Israel-Premier Tech \| + 0 s \| \| 5e \| Itamar Einhorn \| Israël \| Israel-Premier Tech \| + 0 s \| \| 6e \| Daniel McLay \| Royaume-Uni \| Arkéa-Samsic \| + 0 s \| \| 7e \| Caleb Ewan \| Australie \| Lotto-Soudal \| + 0 s \| \| 8e \| Cees Bol \| Pays-Bas \| Team DSM \| + 0 s \| \| 9e \| Sacha Modolo \| Italie \| Bardiani CSF Faizanè \| + 0 s \| \| 10e \| Andrea Peron \| Italie \| Team Novo Nordisk \| + 0 s \| |                  |             |                      |                 |
| |                  |             |                      |                 |
| Source : ProCyclingStats |                  |             |                      |                 |
| Classement de l'étape |                  |             |                      |                 |
| Coureur | Coureur          | Pays        | Équipe               | Temps           |
| 1er | Sam Welsford     | Australie   | Team DSM             | 4 h 13 min 49 s |
| 2e | Jasper Philipsen | Belgique    | Alpecin-Fenix        | + 0 s           |
| 3e | Arvid de Kleijn  | Pays-Bas    | Human Powered Health | + 0 s           |
| 4e | Rick Zabel       | Allemagne   | Israel-Premier Tech  | + 0 s           |
| 5e | Itamar Einhorn   | Israël      | Israel-Premier Tech  | + 0 s           |
| 6e | Daniel McLay     | Royaume-Uni | Arkéa-Samsic         | + 0 s           |
| 7e | Caleb Ewan       | Australie   | Lotto-Soudal         | + 0 s           |
| 8e | Cees Bol         | Pays-Bas    | Team DSM             | + 0 s           |
| 9e | Sacha Modolo     | Italie      | Bardiani CSF Faizanè | + 0 s           |
| 10e | Andrea Peron     | Italie      | Team Novo Nordisk    | + 0 s           |

| \| Classement général \| Classement général \| Classement général \| Classement général \| Classement général \| \| Coureur \| Coureur \| Pays \| Équipe \| Temps \| \| ------------------ \| ------------------ \| ------------------ \| ------------------------------------ \| ------------------ \| \| 1er \| Eduardo Sepúlveda \| Argentine \| Drone Hopper-Androni Giocattoli \| 19 h 18 min 07 s \| \| 2e \| Patrick Bevin \| Nouvelle-Zélande \| Israel-Premier Tech \| + 13 s \| \| 3e \| Jay Vine \| Australie \| Alpecin-Fenix \| + 25 s \| \| 4e \| Harm Vanhoucke \| Belgique \| Lotto-Soudal \| + 37 s \| \| 5e \| Anders Johannessen \| Norvège \| Uno-X Pro Cycling Team \| + 46 s \| \| 6e \| Nicolas Edet \| France \| Arkéa-Samsic \| + 53 s \| \| 7e \| Dawit Yemane \| Érythrée \| Bike Aid \| + 53 s \| \| 8e \| Sean Bennett \| États-Unis \| China Glory Continental Cycling Team \| + 57 s \| \| 9e \| Mustafa Sayar \| Turquie \| Sakarya BB Pro Team \| + 1 min 10 s \| \| 10e \| Henri Vandenabeele \| Belgique \| Team DSM \| + 1 min 12 s \| |                    |                  |                                      |                  |
| |                    |                  |                                      |                  |
| Source : ProCyclingStats |                    |                  |                                      |                  |
| Classement général |                    |                  |                                      |                  |
| Coureur | Coureur            | Pays             | Équipe                               | Temps            |
| 1er | Eduardo Sepúlveda  | Argentine        | Drone Hopper-Androni Giocattoli      | 19 h 18 min 07 s |
| 2e | Patrick Bevin      | Nouvelle-Zélande | Israel-Premier Tech                  | + 13 s           |
| 3e | Jay Vine           | Australie        | Alpecin-Fenix                        | + 25 s           |
| 4e | Harm Vanhoucke     | Belgique         | Lotto-Soudal                         | + 37 s           |
| 5e | Anders Johannessen | Norvège          | Uno-X Pro Cycling Team               | + 46 s           |
| 6e | Nicolas Edet       | France           | Arkéa-Samsic                         | + 53 s           |
| 7e | Dawit Yemane       | Érythrée         | Bike Aid                             | + 53 s           |
| 8e | Sean Bennett       | États-Unis       | China Glory Continental Cycling Team | + 57 s           |
| 9e | Mustafa Sayar      | Turquie          | Sakarya BB Pro Team                  | + 1 min 10 s     |
| 10e | Henri Vandenabeele | Belgique         | Team DSM                             | + 1 min 12 s     |

### 6eétape
| \| Classement de l'étape \| Classement de l'étape \| Classement de l'étape \| Classement de l'étape \| Classement de l'étape \| \| Coureur \| Coureur \| Pays \| Équipe \| Temps \| \| --------------------- \| --------------------- \| --------------------- \| ---------------------- \| --------------------- \| \| 1er \| Caleb Ewan \| Australie \| Lotto-Soudal \| 4 h 54 min 00 s \| \| 2e \| Jasper Philipsen \| Belgique \| Alpecin-Fenix \| + 0 s \| \| 3e \| Danny van Poppel \| Pays-Bas \| Bora-Hansgrohe \| + 0 s \| \| 4e \| Patrick Bevin \| Nouvelle-Zélande \| Israel-Premier Tech \| + 0 s \| \| 5e \| Campbell Stewart \| Nouvelle-Zélande \| BikeExchange-Jayco \| + 0 s \| \| 6e \| Jasper De Buyst \| Belgique \| Lotto-Soudal \| + 0 s \| \| 7e \| Kaden Groves \| Australie \| BikeExchange-Jayco \| + 0 s \| \| 8e \| Eduard Prades \| Espagne \| Caja Rural-Seguros RGA \| + 0 s \| \| 9e \| Antonio Angulo \| Espagne \| Euskaltel-Euskadi \| + 0 s \| \| 10e \| Francesco Gavazzi \| Italie \| Eolo-Kometa \| + 0 s \| |                   |                  |                        |                 |
| |                   |                  |                        |                 |
| Source : ProCyclingStats |                   |                  |                        |                 |
| Classement de l'étape |                   |                  |                        |                 |
| Coureur | Coureur           | Pays             | Équipe                 | Temps           |
| 1er | Caleb Ewan        | Australie        | Lotto-Soudal           | 4 h 54 min 00 s |
| 2e | Jasper Philipsen  | Belgique         | Alpecin-Fenix          | + 0 s           |
| 3e | Danny van Poppel  | Pays-Bas         | Bora-Hansgrohe         | + 0 s           |
| 4e | Patrick Bevin     | Nouvelle-Zélande | Israel-Premier Tech    | + 0 s           |
| 5e | Campbell Stewart  | Nouvelle-Zélande | BikeExchange-Jayco     | + 0 s           |
| 6e | Jasper De Buyst   | Belgique         | Lotto-Soudal           | + 0 s           |
| 7e | Kaden Groves      | Australie        | BikeExchange-Jayco     | + 0 s           |
| 8e | Eduard Prades     | Espagne          | Caja Rural-Seguros RGA | + 0 s           |
| 9e | Antonio Angulo    | Espagne          | Euskaltel-Euskadi      | + 0 s           |
| 10e | Francesco Gavazzi | Italie           | Eolo-Kometa            | + 0 s           |

| \| Classement général \| Classement général \| Classement général \| Classement général \| Classement général \| \| Coureur \| Coureur \| Pays \| Équipe \| Temps \| \| ------------------ \| ------------------ \| ------------------ \| ------------------------------------ \| ------------------ \| \| 1er \| Eduardo Sepúlveda \| Argentine \| Drone Hopper-Androni Giocattoli \| 24 h 12 min 07 s \| \| 2e \| Patrick Bevin \| Nouvelle-Zélande \| Israel-Premier Tech \| + 11 s \| \| 3e \| Jay Vine \| Australie \| Alpecin-Fenix \| + 25 s \| \| 4e \| Harm Vanhoucke \| Belgique \| Lotto-Soudal \| + 37 s \| \| 5e \| Anders Johannessen \| Norvège \| Uno-X Pro Cycling Team \| + 46 s \| \| 6e \| Nicolas Edet \| France \| Arkéa-Samsic \| + 53 s \| \| 7e \| Dawit Yemane \| Érythrée \| Bike Aid \| + 53 s \| \| 8e \| Sean Bennett \| États-Unis \| China Glory Continental Cycling Team \| + 57 s \| \| 9e \| Mustafa Sayar \| Turquie \| Sakarya BB Pro Team \| + 1 min 10 s \| \| 10e \| Henri Vandenabeele \| Belgique \| Team DSM \| + 1 min 12 s \| |                    |                  |                                      |                  |
| |                    |                  |                                      |                  |
| Source : ProCyclingStats |                    |                  |                                      |                  |
| Classement général |                    |                  |                                      |                  |
| Coureur | Coureur            | Pays             | Équipe                               | Temps            |
| 1er | Eduardo Sepúlveda  | Argentine        | Drone Hopper-Androni Giocattoli      | 24 h 12 min 07 s |
| 2e | Patrick Bevin      | Nouvelle-Zélande | Israel-Premier Tech                  | + 11 s           |
| 3e | Jay Vine           | Australie        | Alpecin-Fenix                        | + 25 s           |
| 4e | Harm Vanhoucke     | Belgique         | Lotto-Soudal                         | + 37 s           |
| 5e | Anders Johannessen | Norvège          | Uno-X Pro Cycling Team               | + 46 s           |
| 6e | Nicolas Edet       | France           | Arkéa-Samsic                         | + 53 s           |
| 7e | Dawit Yemane       | Érythrée         | Bike Aid                             | + 53 s           |
| 8e | Sean Bennett       | États-Unis       | China Glory Continental Cycling Team | + 57 s           |
| 9e | Mustafa Sayar      | Turquie          | Sakarya BB Pro Team                  | + 1 min 10 s     |
| 10e | Henri Vandenabeele | Belgique         | Team DSM                             | + 1 min 12 s     |

### 7eétape
| \| Classement de l'étape \| Classement de l'étape \| Classement de l'étape \| Classement de l'étape \| Classement de l'étape \| \| Coureur \| Coureur \| Pays \| Équipe \| Temps \| \| --------------------- \| --------------------- \| --------------------- \| --------------------- \| --------------------- \| \| 1er \| Patrick Bevin \| Nouvelle-Zélande \| Israel-Premier Tech \| 3 h 21 min 02 s \| \| 2e \| Jay Vine \| Australie \| Alpecin-Fenix \| + 2 s \| \| 3e \| Nicolas Edet \| France \| Arkéa-Samsic \| + 4 s \| \| 4e \| Jasper Philipsen \| Belgique \| Alpecin-Fenix \| + 41 s \| \| 5e \| Jasper De Buyst \| Belgique \| Lotto-Soudal \| + 41 s \| \| 6e \| Danny van Poppel \| Pays-Bas \| Bora-Hansgrohe \| + 41 s \| \| 7e \| Francesco Gavazzi \| Italie \| Eolo-Kometa \| + 41 s \| \| 8e \| Dylan Sunderland \| Australie \| Global 6 Cycling \| + 41 s \| \| 9e \| Corbin Strong \| Nouvelle-Zélande \| Israel-Premier Tech \| + 41 s \| \| 10e \| Henri Vandenabeele \| Belgique \| Team DSM \| + 41 s \| |                    |                  |                     |                 |
| |                    |                  |                     |                 |
| Source : ProCyclingStats |                    |                  |                     |                 |
| Classement de l'étape |                    |                  |                     |                 |
| Coureur | Coureur            | Pays             | Équipe              | Temps           |
| 1er | Patrick Bevin      | Nouvelle-Zélande | Israel-Premier Tech | 3 h 21 min 02 s |
| 2e | Jay Vine           | Australie        | Alpecin-Fenix       | + 2 s           |
| 3e | Nicolas Edet       | France           | Arkéa-Samsic        | + 4 s           |
| 4e | Jasper Philipsen   | Belgique         | Alpecin-Fenix       | + 41 s          |
| 5e | Jasper De Buyst    | Belgique         | Lotto-Soudal        | + 41 s          |
| 6e | Danny van Poppel   | Pays-Bas         | Bora-Hansgrohe      | + 41 s          |
| 7e | Francesco Gavazzi  | Italie           | Eolo-Kometa         | + 41 s          |
| 8e | Dylan Sunderland   | Australie        | Global 6 Cycling    | + 41 s          |
| 9e | Corbin Strong      | Nouvelle-Zélande | Israel-Premier Tech | + 41 s          |
| 10e | Henri Vandenabeele | Belgique         | Team DSM            | + 41 s          |

| \| Classement général \| Classement général \| Classement général \| Classement général \| Classement général \| \| Coureur \| Coureur \| Pays \| Équipe \| Temps \| \| ------------------ \| ------------------ \| ------------------ \| ------------------------------------ \| ------------------ \| \| 1er \| Patrick Bevin \| Nouvelle-Zélande \| Israel-Premier Tech \| 27 h 33 min 10 s \| \| 2e \| Jay Vine \| Australie \| Alpecin-Fenix \| + 20 s \| \| 3e \| Eduardo Sepúlveda \| Argentine \| Drone Hopper-Androni Giocattoli \| + 40 s \| \| 4e \| Nicolas Edet \| France \| Arkéa-Samsic \| + 52 s \| \| 5e \| Harm Vanhoucke \| Belgique \| Lotto-Soudal \| + 1 min 17 s \| \| 6e \| Anders Johannessen \| Norvège \| Uno-X Pro Cycling Team \| + 1 min 26 s \| \| 7e \| Dawit Yemane \| Érythrée \| Bike Aid \| + 1 min 33 s \| \| 8e \| Sean Bennett \| États-Unis \| China Glory Continental Cycling Team \| + 1 min 37 s \| \| 9e \| Mustafa Sayar \| Turquie \| Sakarya BB Pro Team \| + 1 min 50 s \| \| 10e \| Henri Vandenabeele \| Belgique \| Team DSM \| + 1 min 52 s \| |                    |                  |                                      |                  |
| |                    |                  |                                      |                  |
| Source : ProCyclingStats |                    |                  |                                      |                  |
| Classement général |                    |                  |                                      |                  |
| Coureur | Coureur            | Pays             | Équipe                               | Temps            |
| 1er | Patrick Bevin      | Nouvelle-Zélande | Israel-Premier Tech                  | 27 h 33 min 10 s |
| 2e | Jay Vine           | Australie        | Alpecin-Fenix                        | + 20 s           |
| 3e | Eduardo Sepúlveda  | Argentine        | Drone Hopper-Androni Giocattoli      | + 40 s           |
| 4e | Nicolas Edet       | France           | Arkéa-Samsic                         | + 52 s           |
| 5e | Harm Vanhoucke     | Belgique         | Lotto-Soudal                         | + 1 min 17 s     |
| 6e | Anders Johannessen | Norvège          | Uno-X Pro Cycling Team               | + 1 min 26 s     |
| 7e | Dawit Yemane       | Érythrée         | Bike Aid                             | + 1 min 33 s     |
| 8e | Sean Bennett       | États-Unis       | China Glory Continental Cycling Team | + 1 min 37 s     |
| 9e | Mustafa Sayar      | Turquie          | Sakarya BB Pro Team                  | + 1 min 50 s     |
| 10e | Henri Vandenabeele | Belgique         | Team DSM                             | + 1 min 52 s     |

### 8eétape
| \| Classement de l'étape \| Classement de l'étape \| Classement de l'étape \| Classement de l'étape \| Classement de l'étape \| \| Coureur \| Coureur \| Pays \| Équipe \| Temps \| \| --------------------- \| --------------------- \| --------------------- \| --------------------- \| --------------------- \| |         |      |        |       |
| |         |      |        |       |
| Source : ProCyclingStats |         |      |        |       |
| Classement de l'étape |         |      |        |       |
| Coureur | Coureur | Pays | Équipe | Temps |

## Classements finals

### Classement général final
| \| Classement général \| Classement général \| Classement général \| Classement général \| Classement général \| \| Coureur \| Coureur \| Pays \| Équipe \| Temps \| \| ------------------ \| ------------------ \| ------------------ \| ------------------------------------ \| ------------------ \| \| 1er \| Patrick Bevin \| Nouvelle-Zélande \| Israel-Premier Tech \| 27 h 33 min 10 s \| \| 2e \| Jay Vine \| Australie \| Alpecin-Fenix \| + 20 s \| \| 3e \| Eduardo Sepúlveda \| Argentine \| Drone Hopper-Androni Giocattoli \| + 40 s \| \| 4e \| Nicolas Edet \| France \| Arkéa-Samsic \| + 52 s \| \| 5e \| Harm Vanhoucke \| Belgique \| Lotto-Soudal \| + 1 min 17 s \| \| 6e \| Anders Johannessen \| Norvège \| Uno-X Pro Cycling Team \| + 1 min 26 s \| \| 7e \| Dawit Yemane \| Érythrée \| Bike Aid \| + 1 min 33 s \| \| 8e \| Sean Bennett \| États-Unis \| China Glory Continental Cycling Team \| + 1 min 37 s \| \| 9e \| Mustafa Sayar \| Turquie \| Sakarya BB Pro Team \| + 1 min 50 s \| \| 10e \| Henri Vandenabeele \| Belgique \| Team DSM \| + 1 min 52 s \| |                    |                  |                                      |                  |
| |                    |                  |                                      |                  |
| Source : ProCyclingStats |                    |                  |                                      |                  |
| Classement général |                    |                  |                                      |                  |
| Coureur | Coureur            | Pays             | Équipe                               | Temps            |
| 1er | Patrick Bevin      | Nouvelle-Zélande | Israel-Premier Tech                  | 27 h 33 min 10 s |
| 2e | Jay Vine           | Australie        | Alpecin-Fenix                        | + 20 s           |
| 3e | Eduardo Sepúlveda  | Argentine        | Drone Hopper-Androni Giocattoli      | + 40 s           |
| 4e | Nicolas Edet       | France           | Arkéa-Samsic                         | + 52 s           |
| 5e | Harm Vanhoucke     | Belgique         | Lotto-Soudal                         | + 1 min 17 s     |
| 6e | Anders Johannessen | Norvège          | Uno-X Pro Cycling Team               | + 1 min 26 s     |
| 7e | Dawit Yemane       | Érythrée         | Bike Aid                             | + 1 min 33 s     |
| 8e | Sean Bennett       | États-Unis       | China Glory Continental Cycling Team | + 1 min 37 s     |
| 9e | Mustafa Sayar      | Turquie          | Sakarya BB Pro Team                  | + 1 min 50 s     |
| 10e | Henri Vandenabeele | Belgique         | Team DSM                             | + 1 min 52 s     |

### Classements annexes finals
| Classement par points | Classement par points       | Classement par points | Classement par points | Classement par points |
| Coureur               | Coureur                     | Pays                  | Équipe                | Points                |
| --------------------- | --------------------------- | --------------------- | --------------------- | --------------------- |
| 1er                   | Jasper Philipsen            | Belgique              | Alpecin-Fenix         | 88 pts                |
| 2e                    | Kaden Groves                | Australie             | BikeExchange-Jayco    | 56 pts                |
| 3e                    | Caleb Ewan                  | Australie             | Lotto-Soudal          | 50 pts                |
| 4e                    | Patrick Bevin               | Nouvelle-Zélande      | Israel-Premier Tech   | 50 pts                |
| 5e                    | Danny van Poppel            | Pays-Bas              | Bora-Hansgrohe        | 44 pts                |
| 6e                    | Jasper De Buyst             | Belgique              | Lotto-Soudal          | 31 pts                |
| 7e                    | Cees Bol                    | Pays-Bas              | Team DSM              | 30 pts                |
| 8e                    | Rick Zabel                  | Allemagne             | Israel-Premier Tech   | 30 pts                |
| 9e                    | Jay Vine                    | Australie             | Alpecin-Fenix         | 29 pts                |
| 10e                   | Miguel Ángel Fernández Ruiz | Espagne               | Global 6 Cycling      | 29 pts                |

| Classement par points | Classement par points       | Classement par points | Classement par points | Classement par points |
| Coureur               | Coureur                     | Pays                  | Équipe                | Points                |
| --------------------- | --------------------------- | --------------------- | --------------------- | --------------------- |
| 1er                   | Jasper Philipsen            | Belgique              | Alpecin-Fenix         | 88 pts                |
| 2e                    | Kaden Groves                | Australie             | BikeExchange-Jayco    | 56 pts                |
| 3e                    | Caleb Ewan                  | Australie             | Lotto-Soudal          | 50 pts                |
| 4e                    | Patrick Bevin               | Nouvelle-Zélande      | Israel-Premier Tech   | 50 pts                |
| 5e                    | Danny van Poppel            | Pays-Bas              | Bora-Hansgrohe        | 44 pts                |
| 6e                    | Jasper De Buyst             | Belgique              | Lotto-Soudal          | 31 pts                |
| 7e                    | Cees Bol                    | Pays-Bas              | Team DSM              | 30 pts                |
| 8e                    | Rick Zabel                  | Allemagne             | Israel-Premier Tech   | 30 pts                |
| 9e                    | Jay Vine                    | Australie             | Alpecin-Fenix         | 29 pts                |
| 10e                   | Miguel Ángel Fernández Ruiz | Espagne               | Global 6 Cycling      | 29 pts                |

| Classement de la montagne | Classement de la montagne | Classement de la montagne | Classement de la montagne       | Classement de la montagne |
| Coureur                   | Coureur                   | Pays                      | Équipe                          | Points                    |
| ------------------------- | ------------------------- | ------------------------- | ------------------------------- | ------------------------- |
| 1er                       | Noah Granigan             | États-Unis                | Wildlife Generation Pro Cycling | 14 pts                    |
| 2e                        | Eduardo Sepúlveda         | Argentine                 | Drone Hopper-Androni Giocattoli | 10 pts                    |
| 3e                        | Nicolas Edet              | France                    | Arkéa-Samsic                    | 10 pts                    |
| 4e                        | Patrick Bevin             | Nouvelle-Zélande          | Israel-Premier Tech             | 10 pts                    |
| 5e                        | Harm Vanhoucke            | Belgique                  | Lotto-Soudal                    | 8 pts                     |
| 6e                        | Jay Vine                  | Australie                 | Alpecin-Fenix                   | 6 pts                     |
| 7e                        | Nickolas Zukowsky         | Canada                    | Human Powered Health            | 5 pts                     |
| 8e                        | Feritcan Şamlı            | Turquie                   | Spor Toto Cycling Team          | 5 pts                     |
| 9e                        | Michiel Stockman          | Belgique                  | Saris Rouvy Sauerland Team      | 3 pts                     |
| 10e                       | Julen Irizar              | Espagne                   | Euskaltel-Euskadi               | 3 pts                     |

| Classement de la montagne | Classement de la montagne | Classement de la montagne | Classement de la montagne       | Classement de la montagne |
| Coureur                   | Coureur                   | Pays                      | Équipe                          | Points                    |
| ------------------------- | ------------------------- | ------------------------- | ------------------------------- | ------------------------- |
| 1er                       | Noah Granigan             | États-Unis                | Wildlife Generation Pro Cycling | 14 pts                    |
| 2e                        | Eduardo Sepúlveda         | Argentine                 | Drone Hopper-Androni Giocattoli | 10 pts                    |
| 3e                        | Nicolas Edet              | France                    | Arkéa-Samsic                    | 10 pts                    |
| 4e                        | Patrick Bevin             | Nouvelle-Zélande          | Israel-Premier Tech             | 10 pts                    |
| 5e                        | Harm Vanhoucke            | Belgique                  | Lotto-Soudal                    | 8 pts                     |
| 6e                        | Jay Vine                  | Australie                 | Alpecin-Fenix                   | 6 pts                     |
| 7e                        | Nickolas Zukowsky         | Canada                    | Human Powered Health            | 5 pts                     |
| 8e                        | Feritcan Şamlı            | Turquie                   | Spor Toto Cycling Team          | 5 pts                     |
| 9e                        | Michiel Stockman          | Belgique                  | Saris Rouvy Sauerland Team      | 3 pts                     |
| 10e                       | Julen Irizar              | Espagne                   | Euskaltel-Euskadi               | 3 pts                     |

| Classement des sprints | Classement des sprints | Classement des sprints | Classement des sprints          | Classement des sprints |
| Coureur                | Coureur                | Pays                   | Équipe                          | Points                 |
| ---------------------- | ---------------------- | ---------------------- | ------------------------------- | ---------------------- |
| 1er                    | Batuhan Özgür          | Turquie                | Sakarya BB Pro Team             | 10 pts                 |
| 2e                     | Feritcan Şamlı         | Turquie                | Spor Toto Cycling Team          | 6 pts                  |
| 3e                     | Noah Granigan          | États-Unis             | Wildlife Generation Pro Cycling | 6 pts                  |
| 4e                     | Oğuzhan Tiryaki        | Turquie                | Spor Toto Cycling Team          | 5 pts                  |
| 5e                     | Scott McGill           | États-Unis             | Wildlife Generation Pro Cycling | 5 pts                  |

| Classement des sprints | Classement des sprints | Classement des sprints | Classement des sprints          | Classement des sprints |
| Coureur                | Coureur                | Pays                   | Équipe                          | Points                 |
| ---------------------- | ---------------------- | ---------------------- | ------------------------------- | ---------------------- |
| 1er                    | Batuhan Özgür          | Turquie                | Sakarya BB Pro Team             | 10 pts                 |
| 2e                     | Feritcan Şamlı         | Turquie                | Spor Toto Cycling Team          | 6 pts                  |
| 3e                     | Noah Granigan          | États-Unis             | Wildlife Generation Pro Cycling | 6 pts                  |
| 4e                     | Oğuzhan Tiryaki        | Turquie                | Spor Toto Cycling Team          | 5 pts                  |
| 5e                     | Scott McGill           | États-Unis             | Wildlife Generation Pro Cycling | 5 pts                  |

| Classement par équipes | Classement par équipes               | Classement par équipes | Classement par équipes |
| Équipe                 | Équipe                               | Pays                   | Temps                  |
| ---------------------- | ------------------------------------ | ---------------------- | ---------------------- |
| 1re                    | Equipo Kern Pharma                   | Espagne                | 82 h 52 min 44 s       |
| 2e                     | Bike Aid                             | Allemagne              | + 21 s                 |
| 3e                     | Eolo-Kometa                          | Italie                 | + 1 min 08 s           |
| 4e                     | Euskaltel-Euskadi                    | Espagne                | + 2 min 05 s           |
| 5e                     | Arkéa-Samsic                         | France                 | + 2 min 41 s           |
| 6e                     | Caja Rural-Seguros RGA               | Espagne                | + 3 min 53 s           |
| 7e                     | China Glory Continental Cycling Team | Chine                  | + 8 min 01 s           |
| 8e                     | BikeExchange-Jayco                   | Australie              | + 10 min 03 s          |
| 9e                     | Drone Hopper-Androni Giocattoli      | Italie                 | + 11 min 22 s          |
| 10e                    | Global 6 Cycling                     | Nouvelle-Zélande       | + 11 min 24 s          |

| Classement par équipes | Classement par équipes               | Classement par équipes | Classement par équipes |
| Équipe                 | Équipe                               | Pays                   | Temps                  |
| ---------------------- | ------------------------------------ | ---------------------- | ---------------------- |
| 1re                    | Equipo Kern Pharma                   | Espagne                | 82 h 52 min 44 s       |
| 2e                     | Bike Aid                             | Allemagne              | + 21 s                 |
| 3e                     | Eolo-Kometa                          | Italie                 | + 1 min 08 s           |
| 4e                     | Euskaltel-Euskadi                    | Espagne                | + 2 min 05 s           |
| 5e                     | Arkéa-Samsic                         | France                 | + 2 min 41 s           |
| 6e                     | Caja Rural-Seguros RGA               | Espagne                | + 3 min 53 s           |
| 7e                     | China Glory Continental Cycling Team | Chine                  | + 8 min 01 s           |
| 8e                     | BikeExchange-Jayco                   | Australie              | + 10 min 03 s          |
| 9e                     | Drone Hopper-Androni Giocattoli      | Italie                 | + 11 min 22 s          |
| 10e                    | Global 6 Cycling                     | Nouvelle-Zélande       | + 11 min 24 s          |

### Classement UCI
La course attribue des points au Classement mondial UCI 2022 selon le barème suivant.
| Position           | 1er | 2e  | 3e  | 4e  | 5e | 6e | 7e | 8e | 9e | 10e | 11e | 12e | 13e | 14e | 15e | 16e à 30e | 31e à 40e |
| Classement général | 200 | 150 | 125 | 100 | 85 | 70 | 60 | 50 | 40 | 35  | 30  | 25  | 20  | 15  | 10  | 5         | 3         |
| Par étape          | 20  | 10  | 5   |     |    |    |    |    |    |     |     |     |     |     |     |           |           |
| Leader, par étape  | 5   |     |     |     |    |    |    |    |    |     |     |     |     |     |     |           |           |

## Évolution des classements
| Étape              | Vainqueur          | Classement général | Classement par points | Classement de la montagne | Classement par équipes |
| ------------------ | ------------------ | ------------------ | --------------------- | ------------------------- | ---------------------- |
| 1                  | Caleb Ewan         | Caleb Ewan         | Caleb Ewan            | Nicolas Edet              | Israel-Premier Tech    |
| 2                  | Kaden Groves       | Kaden Groves       | Kaden Groves          | Noah Granigan             | Israel-Premier Tech    |
| 3                  | Jasper Philipsen   | Jasper Philipsen   | Jasper Philipsen      | Noah Granigan             | Israel-Premier Tech    |
| 4                  | Eduardo Sepúlveda  | Eduardo Sepúlveda  | Jasper Philipsen      | Eduardo Sepúlveda         | Kern Pharma            |
| 5                  | Sam Welsford       | Eduardo Sepúlveda  | Jasper Philipsen      | Eduardo Sepúlveda         | Kern Pharma            |
| 6                  | Caleb Ewan         | Eduardo Sepúlveda  | Jasper Philipsen      | Noah Granigan             | Kern Pharma            |
| 7                  | Patrick Bevin      | Patrick Bevin      | Jasper Philipsen      | Noah Granigan             | Kern Pharma            |
| 8                  | étape annulée      | Patrick Bevin      | Jasper Philipsen      | Noah Granigan             | Kern Pharma            |
| Classements finals | Classements finals | Patrick Bevin      | Jasper Philipsen      | Noah Granigan             | Kern Pharma            |